# 오사다촌 (시즈오카현)
오사다촌(長田村)은 시즈오카현의 중부, 우도군, 아베군에  속했던 촌이다. 현재의 시즈오카시 스루가구의 아베강 서쪽에 해당한다.

## 역사
- 1889년 4월 1일 - 정촌제 시행에 의해 우도군 오사다촌이 성립하였다.
- 1896년 4월 1일 - 군제 시행에 의해 아베군 오사다촌이 되었다.
- 1934년 10월 1일 - 시즈오카시에 편입해, 동일 오사다촌은 폐지되었다.
- 2005년 4월 1일 - 시즈오카시가 정령지정도시로 승격해 구촌은 스루가구가 되었다.

## 교통

### 철도
- 철도성
  - 도카이도 본선

현재는 구촌 지역 내에 아베가와역이 있지만, 당시에는 미개업 상태였다.

## 참고문헌
- 『가도카와 일본 지명 대사전 22 静岡県』。